# Werther Curti
Werther Curti (Ferrara, 1916 – Ferrara, 1995) è stato un politico italiano.

## Biografia
Fervente antifascista, si iscrisse al Partito Comunista Italiano e fu membro attivo del comitato clandestino ferrarese dal 1941, prendendo parte alla fondazione del locale Comitato di liberazione nazionale. In seguito alla sua partecipazione a uno sciopero, fu arrestato nel 1944.
Nel 1945 venne incaricato dal CLN dell'assessorato alle finanze del comune di Ferrara e servì come vicesindaco durante il mandato di Giovanni Buzzoni. Nel 1948 sostituì quest'ultimo nella carica di sindaco della città.
Deceduto nel 1995, gli è stata intitolata una via nella frazione di Aguscello nel 2006.